# Ekeby badhus
Ekeby badhus är en byggnadsminnesmärkt badanläggning i Ekeby i Bjuvs kommun. Badhuset uppfördes 1920 på uppdrag av ägarna av Skrombergaverken till förmån till verkets arbetare och är en av få kvarvarande badanläggningar av sitt slag i Skåne län.

## Historik
Efter att sambandet mellan bristande hygieniska förhållanden och sjukdomar uppmärksammats uppfördes badanläggningar på flera ställen i Sverige. Vid Skrombergaverken tryckte den socialdemokratiska kvinnoklubben i flera år på för att ett badhus skulle anläggas i anknytning till fabriken där dess arbetare kunde tvätta sig. Ägarna, Höganäs-Billesholms AB (nuvarande Höganäs AB), beslutade sig så småningom för att möta deras önskemål och modellören på Skrombergaverken, Anders Hallberg, fick i uppgift att rita byggnaden. Byggnaden stod klar 1920 och som material användes nästan uteslutande produkter från fabriken.
Badverksamheten upphörde på 1990-talet, men oktober 2001 köptes badet av Eva Kristiansson vars avsikt det var att återuppta verksamheten. Dock visade det sig vare en för stor uppgift och 2011 sattes badhuset upp för försäljning.
2012 köptes byggnaden av Gavin Ellingsen som påbörjat en omfattande renovering av badhuset.